# Коннот-Плейс
Коннот-Плейс (англ. Connaught Place, CP, хинди कनॉट प्लेस, в.-пандж. ਕਨਾਟ ਪਲੇਸ, урду کناٹ پلیس‎) или официально Раджив-Чоук (англ. Rajeev Chowk) — район округа Нью-Дели в рамках Столичной территории Дели, Индия, один из крупнейших финансовых, торговых и деловых центров Дели, где расположены представительства и штаб-квартиры многих компаний. Район задумывался как центральный деловой район города. Район был назван по имени герцога Коннотского, его сооружение началось в 1929 году и завершилось в 1933 году. Сейчас район остается одним из важнейших в городе, но имеет и свои проблемы — споры относительно прав собственности, незаконное хаотичное строительство, дорожные пробки и другие.